# Saint-Clément, Aisne

Saint-Clément este o comună în departamentul Aisne din nordul Franței. În 1 ianuarie 2022 avea o populație de 47 de locuitori.